# Соанская культура
Соанская культура — южноазиатская культура нижнего палеолита. Иногда рассматривается как индийский вариант ашельской культуры.
Обнаружена на территории верхнего Пенджаба и вдоль реки Соан, по которой культура и получила название. Находки соанской культуры также встречаются в регионе Сивалик.
Представлена главным образом каменными рубилами (чопперы), аналогичными тем, которые были найдены при раскопках синантропа. Возраст находок 100 тыс. лет и, таким образом, она была гораздо примитивнее синхронно существовавшей на западе мустьерской культуры. Предполагается, что соанская культура была создана реликтами человека прямоходящего.